# Playa Doctor's Cave
Playa Doctor's Cave o Club Playa de la Cueva del Doctor (en inglés: Doctor's Cave Beach Club; a veces también conocida como el Doctor's Cave Bathing Club) está localizada en la bahía de Montego y ha sido una de las playas más famosas en el país caribeño de Jamaica durante casi un siglo.
Se caracteriza por sus aguas cristalinas color turquesa y la arena casi blanca. Su entorno protegido ofrece aguas tranquilas, incluso alentando a los nadadores más tímidos a entrar al agua de forma segura. 